# Beneški plebiscit
Benéški plebiscít (italijansko Plebiscito del Veneto, nemško Volksabstimmung in Venetien), uradno znan tudi kot plebiscit Benetk, beneških pokrajin in Mantove, je bil plebiscit, ki je potekal v nedeljo, 21. in ponedeljek, 22. oktobra 1866, za odobritev priključitve dežel, ki jih je Avstrijsko cesarstvo prepustilo Franciji, k savojski Kraljevini Italiji po tretji italijanski osamosvojitveni vojni. Plebiscit pravzaprav ni bil odločilen, saj je bilo vse odločeno že vnaprej, od trenutka podpisa vojaške pogodbe med Prusijo in Italijo 8. aprila 1866. S pogodbo so Italiji ponudili odškodnino za sodelovanje v vojni proti Avstrijskemu cesarstvu.
Glasovalo je približno 647.686 volilcev od približno dva in pol milijona prebivalcev. Približno 30.000 beneških Slovencev je prišlo pod italijansko oblast. Iz tedanje Beneške Slovenije sta v Avstriji ostala Breginjski kot in Livek.
»Toda glavno vprašanje je: kdo je želel beneški plebiscit in zakaj?«— Angela Maria Alberton
»Vse to nam kaže, da so bili vsi ti plebisciti manifestativni plebisciti, pri katerih so nasprotniki potihnili, velik del pa jih je glasoval (iz strahu, oportunizma ali drugih vzrokov) proti svojemu prepričanju z »da«. Vse je bilo odločeno, v splošnem zmagoslavnem razpoloženju je bilo skoraj nemogoče plavati proti toku. Tudi način glasovanja nam to kaže. Propagande proti ni bilo in je ni moglo biti, glasovanje pa se je odvijalo kot slovesnost.«— Vasilij Melik

## Zgodovinski kontekst

### Tretja italijanska osamosvojitvena vojna
8. aprila 1866 je Kraljevina Italija sklenila vojaško zavezništvo s Prusijo, da bi na svojem ozemlju združila »Benečijo« in Trento. Zavezništvo se je obdržalo kljub avstrijski ponudbi, da bi Benečijo prepustila Franciji Napoleona III. (Avstrija uradno ni imela diplomatskih odnosov z Italijo), ta pa bi jo predala Italiji. V tretji osamosvojitveni vojni, ki jo je sprožila Italija v širšem kontekstu avstrijsko-pruske vojne, so prvemu porazu v bitki pri Custozzi, ki se je zgodila štiri dni po vojni napovedi 20. junija, sledili Garibaldijevi vojaški uspehi na Trentinskem, v Bezzecci, in Cialdinija, ki je prišel do Palmanove ter zmagal v bitki pri Versi. Poraz italijanske vojne mornarice v bitki pri Visu, ki se je zgodil 20. julija, je prepričal Kraljevino Italijo, da je sprejela premirje 25. julija in začela pogajanja, ki so vodila do konca sovražnosti na italijansko-avstrijski fronti s Krminskim premirjem, podpisanim 12. avgusta.
Premirje z dne 25. julija je zamrznilo premike čet in na ta dan je bilo celotno ozemlje nekdanjega Lombardsko-beneškega kraljestva osvobojeno avstrijske nadvlade, z izjemo trdnjav Štirikotnika: Verona, Legnago, Mantova in Peschiera del Garda, poleg Palmanove in Benetk, slednje mesto, za katero je značilna močna enotna simbolika in spomin na svoj upor med nemiri leta 1848.

### Praški mir
Avstrija, ki jo je porazila Prusija (Mikulovski mir), je preostala avstrijska ozemlja v današnji Italiji (Lombardijo) v skladu s Züriškim mirom leta 1859 predala Kraljevini Sardiniji, Lombardsko-beneško kraljestvo pa prepustila Franciji s Praško mirovno pogodbo z dne 23. avgusta 1866, pod pogojem, da bo ozemlje le-te cesar Napoleon III. predal kralju Viktorju Emanuelu II., potem ko bo organizirano glasovanje (plebiscit), ki bi uradno potrdilo ljudsko voljo za osvoboditev tudi Benečije izpod avstrijske oblasti.
Oblika pogodbe, kar zadeva plebiscit, ni bila naklonjena kralju in italijanski vladi:

»Plebiscit se je izkazal za resnično smešno dejanje in močno šokira kralja [...] Kaj torej postane plebiscit? Nisem tako prepričan, da je neizogibno. Kaj lahko nastane, če tega ne storite? Ne zdi se mi, da bi ga lahko Avstrija pripeljala na teren kot pogoj za evakuacijo. Dogovor med Avstrijo in Francijo je zdaj začel veljati. Sami bomo sklenili pogodbo z Avstrijo in v tej pogodbi ne bomo govorili o plebiscitu.«— Pismo predsednika vlade Bettina Ricasolija zunanjemu ministru Emiliu Viscontiju Venosti, 4. september 1866
»Italijanski časopisi so vas do zdaj že obvestili o slabem vtisu, ki sta ga naredila cesijska pogodba Franciji in misija generala Leboeufa. Sam plebiscit, ki naj bi bil način izogibanja retrocesiji, je pod peresom francoske vlade in samega cesarja dobil obliko restriktivnega pogoja cesije. [...] In pozor, tam, kjer je bil projekt plebiscita najslabše sprejet, je bilo ravno v Benečiji. [...]

Italijanske čete bodo kmalu vstopile v Benetke in druge trdnjave, skupaj z vojaki pa bodo nameščene italijanske oblasti. Na ta način bo izročitev in vrnitev trdnjav in ozemelj razumljena kot zaključena in misija generala Leboeufa končana. Plebiscit bo nato potekal sočasno po vsej Benečiji, izzvan s strani občin in kot spontana manifestacija volje države. Tako bi bilo po podpisu miru vsega konec v treh ali štirih dneh, ker bi naši vojaki vstopili v Benetke in Verono in bi bila vzpostavljena naša oblast. Benetke bi bile naše in plebiscit bi se pojavil kot naknadna formalnost. [...] Če naše čete ne bi mogle vstopiti v Benetke šele po plebiscitu, če bi general Leboeuf ostal tam kot predstavnik suverenosti, in ne bi pozvali prebivalstvo h glasovanju itd. itd., bi bila država, verjemite, postavljena na prehudo preizkušnjo, vlada diskreditirana, kralj prisiljen sprejeti situacijo, katere posledice ne bi bile tako kmalu izbrisane.«— Pismo zunanjega ministra Emilia Viscontija Venoste Costantinu Nigraju, 5. september 1866
Proti plebiscitu je bil tudi Osrednji beneški odbor, ki je v zvezi s tem navajal zahtevo Benečanov leta 1848 za združitev njihovih pokrajin s Piemontom pod savojsko dinastijo, zahtevo, ki je bila obnovljena po koncu vojne leta 1859.

### Dunajski mir
Dunajska mirovna pogodba z dne 3. oktobra 1866, sklenjena med Avstrijo in Italijo, je določila pogoje izročitve in v preambuli navedla, da je avstrijski cesar prepustil Lombardsko-beneško kraljestvo francoskemu cesarju, ki je v zameno izjavil, da je pripravljen priznati srečanje »Lombardskega-beneškega kraljestva z državami njegovega veličanstva, kralja Italije, pod pogojem privolitve ustrezno posvetovanega prebivalstva.« 14. člen pogodbe je dovoljeval prebivalcem dežele, ki so to želeli, da se s svojim imetjem preselijo v države, ki so ostale pod oblastjo Avstrijskega cesarstva, in tako obdržijo status avstrijskih podložnikov. Izpraznitev ozemlja, ki ga je odstopila Avstrija, opisano v 5. členu, bi se začela takoj po podpisu miru, katerega datum bi sovpadal z dnem izmenjave ratifikacij dunajske pogodbe, kot poroča prvi člen pogodbe.

### Sklic plebiscita
Italijanska vlada je Viktorju Emanuelu II. predstavila Ricasolijevo Poročilo predsednika vlade in ministra za pravosodje in vere Njegovemu veličanstvu kralju o plebiscitu beneških pokrajin (Relazione del Presidente del Consiglio e del Ministro di grazia e giustizia e dei culti a S. M. il Re intorno di plebiscito delle Provincie Venete). Poročilo se je začelo s preambulo, v kateri je navedeno, da je Kraljevina Italija »rastla in se razširila s spontanim soglasjem ljudstev, ki so si prizadevali dati nacionalni ideji obliko, ki je zagotovila njen razvoj in bila zagotovilo reda in civilizacije za Evropo.« Tedaj so se spomnili na dogodke iz leta 1848 in z njimi povezane manifestacije namer o združitvi s kraljevino, ki jim je sledilo »sedemnajst let odpora in trpljenja«. V odgovor na poročilo je suveren izdal kraljevi odlok št. 3236 za sklic plebiscita, brez vedenja Francozov, objavljen v Uradnem listu šele 19. oktobra.
V tistih dneh so Francozi začeli uradno predajo trdnjav in mest krajevnim oblastem, čemur je sledil vstop italijanskih čet: Borgoforte 8. oktobra, Peschiera del Garda 9. oktobra, Mantova in Legnago 11. oktobra, Palmanova 12. in Verona 15., nazadnje pa Benetke 19. oktobra.
17. oktobra so izdali odlok o razpisu plebiscita in napovedani njegovi modaliteti: glasovanje bo potekalo 21. in 22. oktobra, štetje volilnih skrinjic pa bo potekalo od 23. do 26. oktobra. Končno je 27. oktobra beneško Prizivno sodišče, ki se je sestalo na javni seji, seštelo podatke in izide sporočilo Ministrstvu za pravosodje v Firencah (tedanjem glavnem mestu Italije), odposlanstvo uglednih oseb pa bi prineslo izid Viktorju Emanuelu II. Hkrati je bilo navedeno, da bodo Benetke, Padova, Mantova, Verona, Videm in Treviž sedež vojaških oskrbnikov.
Novica o odloku sklica, ki jo je objavil tisk 17. oktobra, je sprožila reakcijo francoskega pooblaščenega generala Edmonda Leboeufa, ki je protestiral, da »spričo kraljevih določil postane njegova izročitev Benečije trem veljakom za organizacijo plebiscita posmehljiva [...] in po drugi strani, ker je kraljevi odlok kršil pogodbo, je protestiral in se skliceval na svojo vlado da brez nadaljnjega ukaza cesarja ne bo odstopil Benečije.« Vojaški komisar v beneških pokrajinah Genova Thaon di Revel ga je uspel prepričati, da so bila le pripravljalna navodila, dana občinam, zaradi česar je umaknil protest, vendar je priznal, da je »v bistvu imel prav«.

## Cesija 19. oktobra
Avstrijska garnizija je začela zapuščati Benetke že v noči na 18. oktober, s prvimi enotami, ki so se vkrcale na ladje tržaškega Österreichischer Lloyda, druge enote pa so se zbrale, čakajoč na vkrcanje, na Lidu.
19. oktobra zjutraj je general Leboeuf, ki je bival v tedanjem Hotelu Europa, zbral avstrijskega vojaškega komisarja generala Karla Moeringa, italijanskega generala Genove Thaona di Revela, občino Benetke, komisijo, zadolženo za sprejem Benečije, generalnega konzula Francije M. de Survillea in M. Vicaryja za izvedbo postopkov prenosa oblasti.
Formalnosti so potekale v štirih fazah:
- ob 7:00 je Moering predal beneško trdnjavo francoskemu predstavniku Leboeufu;[16]
- ob 7:30 je general Leboeuf predal beneško trdnjavo nazaj v roke mestne občine in svetnikov Marcantonija Gasparija, Giovannija Pietra Grimanija in Antonia Giustinianija Recanatija;[26]
- nato je Moering izročil Lombardsko-beneško kraljestvo francoskemu predstavniku Leboeufu;
- ob 8:00 je general Leboeuf končno »vrnil« Benečijo Luigiju Michielu in Edoardu De Betti, predstavnikoma Benetk oziroma Verone, izbranih na predlog Genove Thaona di Revela,[16][27] ki je podpisal poročilo o ponovnem prevzemu, Achille Emi-Kelder, predstavnik Mantove, pa je bil zaradi nenadne slabosti trenutno odsoten in je kasneje podpisal prestopno listino.[28]

Ponovni prevzem Benetk je Leboeuf predstavil z naslednjo izjavo:
»V imenu Njegovega veličanstva francoskega cesarja ... : General Le Boeuf ob upoštevanju pogodbe, podpisane na Dunaju 24. avgusta 1866 med francoskim in avstrijskim cesarjem glede Benečije: Glede na to, da nam je Benečijo 19. oktobra 1866 izročil generalni komisar Njegovega veličanstva avstrijskega cesarja Móhring, izjavljamo, da vrnemo Benečijo sami sebi, da ima lahko prebivalstvo nadzor nad svojo usodo in lahko svobodno uveljavlja svoje glasove s splošno volilno pravico za priključitev Benečije Kraljevini Italiji.«
Ta zadnja slovesnost je bila prvotno načrtovana v Dvorani velikega sveta (Sala del Maggior Consiglio) Doževe palače, vendar se je – po Dubarryjevih besedah – Leboeufu zdelo primerneje koncentrirati vse različne prevzeme na enem samem dogodku in kraju, da ne bi pustili dolgih časovnih intervalov med enim in drugim prenosom moči.
Takoj po podpisu je Michiel dal dvigniti trobojnico na drogove za zastave na Trgu svetega Marka, medtem ko so se oglasile in odmevale topniške salve. Pozneje je na podlagi sklenjenih dogovorov prosil Genovo Thaona di Revela, naj spusti italijanske čete v mesto. Italijanski general, ki je šel na železniško postajo skupaj z odborniki, je tako pozdravil svoje vojake, ki so paradirali skozi mesto razdeljeni v tri kolone, pred vsako pa je šla civilna godba: prva je šla po cesti iz Cannaregia, druga po cesti iz Tolentina, tretja pa je plula po Velikem kanalu z barkami. Potem ko so vse slavljene in okrašene s trobojnicami prečkale mesto, so se tri procesije ob 15. uri zbrale na Trgu svetega Marka s parado, ki je trajala še dve uri.
Istega dne je bil v Uradnem listu objavljen odlok z dne 7. oktobra o plebiscitu.
»Danes ob 10 ¾ dopoldne je predsednik ministrskega sveta prejel naslednjo depešo iz Benetk: 

Kraljevska italijanska zastava plapola z drogov Trga svetega Marka, pozdravljena z norimi vzkliki vznesenega prebivalstva. — General Di Revel
Predsednik Sveta ministrov je takoj odgovoril z depešo:
Občinskemu predstavništvu Benetk – Kraljeva vlada pozdravlja vznesene Benetke, medtem ko italijanska državna zastava vihra z drogov Trga svetega Marka, simbola Benetk, ki so se vrnile Italiji, Italije, ki se je končno vrnila k sebi. — Ricasoli«— Uradni list, 19. oktober 1866
Po nekaterih virih je Avstrija 19. oktobra Benečijo neposredno prepustila Kraljevini Italiji: Gazzetta di Venezia je v zelo malo vrsticah poročala: »Danes zjutraj v sobi Hotela Europa cesija Benečije.«
20. oktobra je v Benetke prispel kraljevi komisar Giuseppe Pasolini, ki so ga imenovali že 13. oktobra.

## Glasovanje
Glasovanje za plebiscit je potekalo 21. in 22. oktobra 1866. V Benetkah so bili volilni uradi oba dneva odprti od 10.00 do 17.00.
Plebiscit je potekal s splošno moško volilno pravico. Navodila za glasovanje, določena z odlokom z dne 7. januarja, so med prebivalstvom razširjali s plakati, kot v primeru mesta Mantova:

 »Občina Mantova 
Kraljeva vlada je presodila, da je primerno pokloniti se načelu, v imenu katerega je bil ustanovljen NAROD, in menila, da ni prikrajšan za zadovoljstvo prispevati tudi s slovesnejšo novo in izrecno manifestacijo svoje volje k izpolnitvi svoje usode kot že velikodušna pobuda leta 1848, ki je prispevala k temu, in s kasnejšimi protesti in vztrajnim odporom tuji nadvladi.
Prebivalstvo tega mesta, tako kot prebivalstvo drugih krajev Benečije, je povabljeno, da izrazi svojo voljo za ponovno združitev s KRALJEVINO ITALIJO s PLEBISCITOM, in da bi se to brez odlašanja izvedlo, je namen vlade KRALJA, da se ustrezne določbe uveljavijo takoj.
Glasovanje bo sledilo 21. in 22. tekočega dne v urah, ki jih bomo še določili. Mesto Mantova bo razdeljeno na šest sekcij, v vsaki bo delovalo pet posvetovalnih organov (probi viri) za zakonitost listine.
Svoj glas bodo lahko oddali vsi občani, ki so dopolnili 21 let, imajo šest mesecev stalno prebivališče v občini in bodo razen žensk volilni upravičenci, kot tudi ne bodo pravnomočno obsojeni zaradi kaznivega dejanja, tatvine ali goljufije. Državljani, ki so bili med kampanjo za nacionalno neodvisnost del nacionalne vojske ali prostovoljcev, bodo lahko volili, tudi če niso dopolnili 21 let.
Glasovanje bo potekalo po spodnji formuli. V tem smislu natisnjeni bilteni bodo razdeljeni na mestih, ki bodo označena z drugim obvestilom. Državljani bodo svojo voljo, da se pridružijo Kraljevini Italiji, izrazili tako, da bodo k skrinjici, ki jo bodo našli v kraju, prinesli bodisi tiskani bilten ali kaj drugega, ter tudi rokopis, ki je veljaven za izkaz njihove volje.
 D R Ž A V L J A N I 
Pridite z veseljem k izpolnitvi dejanja, ki medtem zagotavlja dolgo pričakovano obdobje, ki bo tudi znova pokazalo, da je med nami samo en sam glas, ena sama težnja, naša zveza z veliko italijansko družino pod okriljem Velikodušnega kralja VIKTORJA EMANUELA.
 FORMULA 
»Razglašamo združitev s Kraljevino Italijo pod ustavno monarhično vlado kralja Viktorja Emanuela II. in njegovih naslednikov««

—Plakat mestne hiše v Mantovi, 19. oktober 1866
Glasovati je bilo torej mogoče tako, da se je oddal poljuben list z besedilom vprašanja in dodal Da ali Ne.
Tisti, ki so imeli moško volilno pravico, starejši od 21 let, so predstavljali približno 28 % prebivalstva – ta približna številka je pridobljena ob upoštevanju starejših od 21 let kot 55 % prebivalcev in brez ženskega prebivalstva (50 %), po podatkih, zbranih iz popisa leta 1871. Po avstrijskem popisu leta 1857 je bilo moških, starejših od 21 let, v beneških pokrajinah 27 % v primerjavi s celotnim prebivalstvom (624.728 od 2.306.875) in 28 % v petih okrožjih Mantove, ki so ostala pod cesarstvom po letu 1859 (40.461 od 146.867).
Vprašanje se je nanašalo na priključitev beneške pokrajine (ki je takrat vključevala tudi pokrajine današnje srednje-zahodne Furlanije) in Mantove Kraljevini Italiji.

### Volilna udeležba
Volilna udeležba je bila zelo visoka, več kot 85 % volilnih upravičencev. Samo v okrožju Padova je glasovalo 29.894 volilcev, kar je približno 98 % upravičencev.
V beneški občini je bilo 30.601 volilnih upravičencev, glasovalo pa je 4.000 ljudi več (34.004 za, 7 proti in 115 neveljavnih), saj so lahko volili tudi vojaki in izgnanci, ki so se vrnili.

### Glasovi slovenske manjšine
Posebej pomembna je bila udeležba na plebiscitu leta 1866 slovensko govoreče furlanske manjšine Benečije, oziroma Beneške Slovenije (ki leži v sedanji Videmski pokrajini). Pravzaprav je Avstrijsko cesarstvo po Campoformijski mirovni pogodbi razveljavilo pravno, jezikovno in davčno avtonomijo, ki jo je nekoč priznavala Serenissima (Beneška republika) slovenski skupnosti in ta je tudi zato sledila zamislim združitve Italije, ki se je po kratkem premoru leta 1848 vedno bolj širila.
Protiavstrijski glas Slovencev je bil soglasen: od 3.688 volilcev je bil le en glas proti Kraljevini Italiji v Svetem Lienartu. Prehod v Kraljevino Italijo je za to ozemlje prinesel številne gospodarske, socialne in kulturne spremembe, hkrati pa je začel politiko poitalijančevanja Nadiških dolin in Terske doline, ki je v desetletjih po plebiscitu spodbujala napredujoč občutek razočaranja v upanju na priznanje slovenske identitete. Odcepitev beneških Slovencev je bil hud udarec in opomin za slovensko nacionalno gibanje ter prehod na radikalnejšo fazo borbe primorskih Slovencev za Zedinjeno Slovenijo.

### Glasovanje zunaj meja Benečije
V različnih mestih Kraljevine Italije so volili beneške izseljence in izgnance, saj je 10. člen odloka določal, da so lahko volili »vsi Italijani osvobojenih pokrajin, ki so bodisi zaradi javne službe bodisi iz katerega koli drugega razloga kjerkoli v kraljestvu.« V Torinu je bilo na primer 757 volilcev, vsi za Da.
V Firencah je glasovanje postalo javna demonstracija:
»Firence, 21. oktober 1866 

Benečani in Mantovci, ki prebivajo v Firencah, so se zbrali danes opoldne v mestni hiši, da bi šli slovesno izreči svoje zaobljube za združitev svoje domovine z Italijo. Bilo jih je nekaj sto in pred njimi je bil trak narodne garde ter zastave s savojskim križem in levom svetega Marka, nadaljevali so skozi via de' Tornabuoni, via de' Cerretani, piazza del Duomo, via de' Calzaioli in Piazza della Signoria do rezidence pretorjev v palači Uffizi. Ploskajoči ljudje so jih spremljali po ulici, z oken pa so vihrale zastave v znak veselja.«— La Nazione, 22. oktober 1866

### Glasovi žensk
Čeprav to ni bilo obvezno (ker je bila takrat volilna pravica samo za moške), so svoj glas želele oddati tudi ženske iz Benetk, Padove, Dola, Mirana in Roviga. Tudi v Mantovi so ženske, čeprav niso imele volilne pravice, želele dati svojo podporo. V ločenih volilnih skrinjicah so zbrali približno 2000 glasov.
Benečanke so poslale kralju sporočilo:
»Ljudje so verjeli, da so modri in ravno takrat, ko so razglasili, da je to, kar tukaj imenujejo najbolj izbrani del človeštva, izključeno iz soglasja z njegovimi dejanji v vsem, kar se nanaša na upravljanje javnih zadev. Ženske v Benetkah si ne prisvajajo pravice soditi o tem zakonu, ampak pred vsem svetom razglašajo, da njihov spol ni nikoli občutil grenkobe in ponižanja globlje kot v tej okoliščini, v kateri je prebivalstvo pozvano, da izjavi, če se želi pridružiti skupni državi pod veličastnim žezlom Vašega Veličanstva in Vaših avgustovskih naslednikov. Toda če jim je prepovedano odložiti v skrinjico tisti da, kar bo izpolnilo Italijo, jim ni preprečeno, da pridejo do nog Vašega Veličanstva na drug način. Sprejmite torej, o velikodušni gospod, ta vzklik, ki spontano, soglasno, goreče bruha iz globine naših src: – Da: hočemo, kakor hočejo naši bratje, zvezo Benetk z Italijo pod žezlom Viktorja Emanuela in njegovega nasledniki!«— Gazzetta di Mantova, 25. oktober 1866
V tedanjem tisku se je poudarjala patriotska narava te udeležbe, pri čemer so se zanemarjali namigi protesta (zagrenjenost in ponižanje) in zahtevanje volilne pravice žensk.

## Izidi
27. oktobra je v Benetkah, v Dvorani Scrutinio Doževe palače, potekalo štetje glasov. Po kratkem govoru Sebastiana Tecchia, predsednika beneškega Prizivnega sodišča, so svetniki sodišča objavili izide devetih pokrajin.
| pokrajina                  | da      | ne | neveljavno |
| -------------------------- | ------- | -- | ---------- |
| Belluno                    | 37.636  | 2  | 5          |
| Mantova                    | 37.000  | 2  | 36         |
| Padova                     | 84.375  | 4  | 1          |
| Rovigo                     | 33.696  | 8  | 1          |
| Treviso                    | 84.524  | 2  | 11         |
| Videm                      | 105.050 | 36 | 121        |
| Benečija                   | 82.879  | 7  | 115        |
| Verona                     | 85.589  | 2  | 6          |
| Vicenza                    | 85.930  | 5  | 60         |
| druge pokrajine Kraljestva | 5.079   | 1  | 3          |
| skupaj                     | 641.758 | 69 | 370        |

Razglasitev izidov so najprej izvedli v Dvorani Scrutinio in nato ponovili z balkona Doževe palače.
Zaradi neuspešnega štetja glasov nekaterih občin v okrožju Rovigo (5.339 glasov za da, nič za ne in ena glasovnica neveljavna) ter 149 glasov izseljencev (vsi pozitivni) je bilo na seji 31. oktobra 1866 Prizivno sodišče prisiljeno popraviti izide:
|                    | skupaj  | v odstotkih | opomba              |
| ------------------ | ------- | ----------- | ------------------- |
| elektorji          | n.d.    | 100,00      |                     |
| volivci            | 647.686 | n.d.        | (na št. elektorjev) |
| neveljavni glasovi | 371     | 0,06        | (na št. volilcev)   |

|                         |    | glasovi | v odstotkih | v odstotkih               |
| ----------------------- | -- | ------- | ----------- | ------------------------- |
| pritrdilni odgovor      | Da | 647.246 | 99,99       | (na št. veljavnih glasov) |
| negativni odgovod       | Ne | 69      | 0,01        | (na št. veljavnih glasov) |
| skupaj veljavni glasovi |    | 647.315 | 99,94       | (na št. volilcev)         |

Objavili so različne različice izidov:
- plošča, postavljena na Piazza delle Erbe v Padovi, prikazuje dokončne podatke Prizivnega sodišča (647.246 za in 69 proti);
- plošča, nameščena na hodniku za dostop do Dvorane Scrutinio, v prvem plemiškem nadstropju Doževe palače v Benetkah, se zdi, da nosi prve podatke sodišča, vendar z razliko v številu neveljavnih glasovnic (641.758 za, 69 proti in 273 neveljavnih, skupaj 642.100 volilcev);
- na plošči spomenika Viktorju Emanuelu II., ki se nahaja v bližini Riva degli Schiavoni v Benetkah, so tudi prvi podatki sodišča;
- Denis Mack Smith v Storia d'Italia poroča o 641.000 glasovih za;
- drugi navajajo 2.603.009 prebivalcev, pri čemer jih je skupaj glasovalo 647.426, od tega 69 proti.

### Kritike tistega časa
Soglasna privrženost plebiscitu je bila tako pojasnjena v članku v reviji La Civiltà Cattolica, objavljenem v Rimu, ki se je tedaj ukvarjal z rimskim vprašanjem v bran posvetni oblasti Svetega sedeža:
»Dejstvo je, da so ljudje sredi velikega veselja ob zvokih zvonov na določenih mestih tekli, da bi vrgli svoje glasovnice v skrinjico. Glasovanje za ne je bilo poleg tega, da je bilo neuporabno, kot glasovanje za anarhijo – vsi so rekli da.«— La Civiltà Cattolica, 1866
Spirito Folletto, satirična revija iz Milana je 8. novembra 1866 objavila niz karikatur, ki prikazujejo primere volilcev na plebiscitu:
- Glasoval sem proti iz previdnosti in strahu, da bi se vrnili
- Avstrijski stotnik, odlikovan s črnim orlom, bi lahko glasoval za?
- – Ženska: »Kaj boš rekel da ali ne?« – Mož: »Kaj naj naredim da prihranim?... Dal mi je kos pisanega papirja in osem soldov; pojdi vrzi ga v skrinjico... on je služabnik gospodarjev.«
- Če se pretvarjate, da glasujete za, glasujete pa proti, je to res ena lepa vragolija.
- Nikoli ne bom glasoval za svobodnjake... Predober katoličan sem.

## Dogodki po plebiscitu

### Vrnitev železne krone
22. aprila 1859 so se Avstrijci zaradi napredovanja piemontežanov v Milano odločili na Dunaj prenesti železno krono, starodaven in dragocen simbol, ki so ga že od srednjega veka uporabljali za kronanje italijanskih kraljev, in je bil shranjen v Zakladnici Monške stolnice.
Vrnitev krone v Italijo je bila predmet posebnih opomb, priloženih k mirovnemu sporazumu in jo je 12. oktobra 1866 uradno predal avstrijski general Alexander von Mensdorff-Pouilly italijanskemu predstavniku generalu Luigiju Menabreu. Po podpisu pogodbe se je vrnil z Dunaja in prinesel krono v Torino, med potjo pa se je ustavil v Benetkah in jo pokazal kraljevemu vojaškemu komisarju Genovu Thaonu di Revelu.
Plošča, postavljena na ulici Calle Larga dell'Ascensione, označuje 25. oktober 1866 kot datum prisotnosti krone v Benetkah, vrnjene Italiji.

### Dostava izidov v Torinu
2. novembra opolnoči je beneška delegacija zapustila Benetke s posebnim vlakom, ki je po nekajurnem postanku v Milanu (kjer je beneške predstavnike sprejela milanska občinska uprava) prispel na postajo v Torinu dan kasneje. V soboto, 3. novembra, ob 14. uri, so jo pozdravili topovski streli in sprejeli v torinskem mestnem svetu ter jo skozi razkošno procesijo vodili do hotela Europa, z balkona katerega je predsednik Prizivnega sodišča Sebastiano Tecchio izrekel govor množici.
V nedeljo, 4. novembra 1866, je beneška delegacija v Prestolni sobi Kraljeve palače v Torinu izročila izide plebiscita kralju Viktorju Emanuelu II. Delegacija je bila sestavljena tako:
- Giambattista Giustinian, beneški podeštat;
- Giuseppe Giacomelli, videmski župan;
- Edoardo De Betta, veronski podeštat;
- Francesco De Lazara, padovski podeštat;
- Gaetano Costantini, vicenški podeštat;
- Antonio Pernetti, vršilec dolžnosti mantovskega podeštata;
- Antonio Caccianiga, treviški župan;
- Francesco Derossi, roviški podeštat;
- Francesco Piloni, vršilec dolžnosti bellunskega župana;

Prisoten je bil tudi Sebastiano Tecchio, predsednik Prizivnega sodišča v Benetkah.
Giustinian je imel uradni govor:
»Gospod, dejstvo, ki se je pred kratkim zgodilo v beneških pokrajinah in v pokrajinah Mantove in katerega veličasten izid vam v čast predstavljamo danes, se bodo spominjale kasnejše generacije ... Da, gospod, ta plebiscit, ki se je zdel za nas odveč, a smo ga z veseljem sprejeli, kajti tisto, kar nam je ponudilo možnost, da še enkrat potrdimo, kar je vsa Evropa vedela, je bilo tako široko in soglasno, da smo se skoraj sami čudili, da smo to storili, če nič več ne uspe od tistega, kar se drži naše vdanosti vam in vaši dinastiji ter našo naklonjenost italijanski domovini. Tistih 647.246 glasov da, zbranih v volilnih skrinjicah naših pokrajin in mnogih drugih koncev, kjer so bili Benečani ... ponujajo Evropi popolnoma novo pričevanje italijanske harmonije ...«
na kar je kralj odgovoril z naslednjimi besedami:
»Gospodje, danes je najboljši dan v mojem življenju. Pred devetnajstimi leti je moj oče prepovedal nacionalno osamosvojitveno vojno v tem mestu. Danes, na njegov god, mi vi, gospodje, prinašate dokaz ljudske volje beneških pokrajin, ki zdaj, združene z veliko italijansko domovino, z listino izjavljajo, da je bila zaobljuba mojih avgustovskih staršev izpolnjena. S tem slovesnim dejanjem ponovno potrjujete, kar so Benetke delale od leta 1848 in so bile sposobne obdržati to vsakič s tako občudovanja vredno vztrajnostjo in odrekanjem. ... Dandanes vsaka sled tuje nadvlade za vedno izgine s polotoka. Italija je končana, če že ne dokončana: zdaj je na Italijanih, da jo bodo znali braniti in narediti uspešno in veliko. ... Tudi železna krona je bila na ta slovesni dan vrnjena v Italijo, vendar mi je ljubša meni najdražja kot ta krona, narejena z ljubeznijo in naklonjenostjo ljudstev.«
Ob koncu govora so Teodelindino železno krono, ki jo je vrnila Avstrija, predstavili in izročili kralju. Kljub visoki simbolni vrednosti je Viktor Emanuel II. »z brezbrižnostjo« dal postaviti krono na prestol. Krono so vrnili v Monško stolnico 6. decembra istega leta.
Istega dne je bil izdan kraljevi odlok št. 3300 o aneksiji, s katero »sta pokrajini Benečija in Mantova sestavni del Kraljevine Italije.« Odlok je bil spremenjen v zakon 18. julija 1867 (potrjeno s strani predstavniškega doma 16. maja 1867 z 207 glasovi za in štirimi proti; odobreno s strani senata 25. maja 1867 s 83 glasovi za in enim proti).

### Vstop Viktorja Emanuela II. v Benetke
7. novembra 1866 se je z vstopom Viktorja Emanuela II. v Benetke končala tudi politična faza tretje italijanske osamosvojitvene vojne.
Viktor Emanuel II. je s kraljevim vlakom prispel na beneško postajo Santa Lucia okoli 11.00, pred tem pa so iz Trdnjave Marghera odjeknili topovski streli. Mesto je bilo praznično okrašeno, s trobojnimi kokardami in pozdravnimi plakati (tudi nekateri, ki jih je natisnil neki Simonetti, z anagramom »Viktor Emanuel - O kralj, ali ljubite Benečijo? Poglejte! Benečija je vaša!!«). Kralja so v spremstvu njegovih sinov Umberta in Amedea sprejele mestne oblasti in ga odpeljale na kraljevsko splavitev. Vodilo jo je 18 kostumiranih veslačev, ki so prepotovali ves Veliki kanal v spremstvu velike procesije gondol, ki jih je pozdravilo veliko občinstvo. V Doževi palači je notar Bisacco uradno izročil kralju listino iz leta 1848, s katero je Republika San Marco že prisegla zvestobo Savojcem. Praznovanje se je neprekinjeno nadaljevalo šest dni, z gala predstavami v gledališču La Fenice, ognjemeti, plesi v maskah, plinsko razsvetljavo in serenadami. Dogodek je spremljalo in opisovalo približno 1200 novinarjev in dopisnikov, ki so prišli v Benetke z vsega sveta.
- Pietro Bertoja, Prihod Viktorja Emanuela II. v Benetke 7. novembra 1866
- Neznani avtor, Viktor Emanuel II. na Velikem kanalu, olje na platnu, okoli leta 1866
- Frans Vervloet, Vstop Viktorja Emanuela v Rialto, skica iz življenja, 7. november 1866
- Gerolamo Induno, Vstop Viktorja Emanuela II. v Benetke
- Prihod Viktorja Emanuela v Doževo palačo, The Illustrated London News, 24. november 1866
- Neznani avtor, Viktor Emanuel II. in beneški patriarh na Trgu svetega Marka
- Viktor Emanuel II. prejema patriarhov blagoslov v San Marcu, Emporio Pittoresco, 1866
- Obisk Viktorja Emanuela II v Benetkah, The Illustrated London News, 24. november 1866
- Stari litoželezni Most Scalzi čez Veliki kanal okrašen za uradni obisk kralja, The Illustrated London News, 24. november 1866
- Državna barka, ki jo je uporabljal Viktor Emanuel II., The Illustrated London News, 24. november 1866
- 7. oktober 1866 – dekoracija beneške zastave, The Illustrated London News, 1. december 1866
- Trg svetega Marka takoj po priljučitvi Kraljevini Italiji, 1866, Muzej združitve Italije in beneškega 19. stoletja, Benetke

Tista ozemlja, ki niso bila nikoli vključena v zdaj izginulo Lombardsko-beneško kraljestvo, so še vedno ostala pod Avstrijskim cesarstvom – Trentinsko, Trst in območja dalmatinske obale s pomembno italijansko prisotnostjo, bodo dala novo moč iredentističnim duhom in zagotovilo glavni razlog za zagovornike vstopa Italije v vojno proti Avstriji med prvo svetovno vojno (znano tudi kot četrta italijanska osamosvojitvena vojna).

### Red italijanske krone
Z odlokom z dne 20. februarja 1868 je Viktor Emanuel II. ustanovil red italijanske krone s posebnim sklicevanjem na priključitev Benečije:
»Ker neodvisnost in združitev Italije zaradi aneksije Benetk nista bili utrjeni, smo se odločili, da posvetimo spomin na ta veliki dogodek, zahvaljujoč ustanovitvi novega viteškega reda, namenjenega poplačilu izrazitejših zaslug tako Italijanov kot tujcev, predvsem pa tistih, ki neposredno zadevajo interese naroda.«— Kraljevi odlok z dne 20. februarja 1868, št. 4251
Odlikovanja za vse stopnje reda so vsebovala podobo železne krone. Odlikovanje za najvišji čin (viteški veliki križ ali veliki kordon) je nosilo napis VICT. EMMAN. II REX ITALIAE – MDCCCLXVI (Viktor Emanuel II. kralj Italije – 1866).

### Ponovna vzpostavitev pokrajine Mantova
Leta 1859, po drugi osamosvojitveni vojni, so pokrajini Mantova, kot delu Avstrijskega cesarstva, odvzeli okrožja zahodno od reke Mincio in so prešla v tedanjo Kraljevino Sardinijo ter razdeljena med pokrajini Brescia in Cremona.
S priključitvijo pokrajine Mantova Kraljevini Italiji je bilo treba obnoviti zgodovinske meje. Ponovna združitev je potekala februarja 1868.

## Razprave o veljavnosti plebiscita
Od sredine 1990-ih so nekateri zgodovinarji, večinoma pripisani beneškemu regionalističnemu gibanju začeli spodbijati veljavnost tega plebiscita s pripisovanjem močnega političnega pritiska Savojcem, vrsti domnevnih in netočnih potekov glasovanja in dodali, da je bila beneška družba 19. stoletja pretežno ruralna s še vedno visoko stopnjo nepismenosti in da je bil velik del prebivalstva pripravljen sprejeti navedbe »višjih slojev«.
Drugi zgodovinarji in konstitucionalisti zavračajo to rekonstrukcijo protiitalijanske združitve. Po eni strani opozarjajo, da je bil plebiscit le potrditev diplomatske dejavnosti po Praški mirovni pogodbi, po drugi strani pa poudarjajo veliko praznično vzdušje, ki je spremljalo glasovanje ter da je trajala do zmagoslavnega vstopa Viktorja Emanuela II. Savojskega v Benetke 7. novembra 1866, s čimer je povsem izključeno, da si aneksije prebivalstvo Benečije in Mantove ni želelo.
V noči med 8. in 9. majem 1997 je skupina ljudi, ki se je imenovala »Veneta Serenissima Armata« (bolj znana kot serenissimi), vojaško zasedla Zvonik svetega Marka v Benetkah. Ti aktivisti, ki so jih pozneje aretirali in obsodili, so trdili, da so izvedli zgodovinske raziskave in odkrili elemente, ki bi po njihovem mnenju med drugim razveljavili tudi plebiscit o ratifikaciji priključitve Kraljevini Italiji iz leta 1866, za katerega je, spet po njihovem mnenju, značilna domnevna goljufija in kršitve mednarodnih sporazumov, podpisanih v času Krminskega premirja in Dunajskega miru.
Leta 2012 je Beneški deželni svet potrdil resolucijo, v kateri je navedeno, da je »pristop Benečije italijanskemu kraljestvu z referendumom 21. in 22. oktobra 1866 dozorel z instrumentom neposrednega posvetovanja, za katerega je v resnici značilna vrsta goljufivih dejanj, ki jih je izvajala Kraljevina Italija«.
Septembra 2016 je Dežela Benečija devetdesetim beneškim knjižnicam poslala izvod knjige zgodovinarja Ettoreja Beggiata 1866 velika prevara: plebiscit za priključitev Benečije Italiji (1866 la grande truffa: il plebiscito di annessione del Veneto all'Italia) iz leta 1999, ki podpira tezo o prevari, kar je znova spodbudilo razpravo med zgodovinarji.
24. aprila 2017 je predsednik dežele Luca Zaia sklical posvetovalni referendum, na katerem je prebivalcem predložil vprašanje »Ali želite, da se Benečiji podelijo nadaljnje oblike in pogoji avtonomije?«, da bi nato prosili za pooblastila vlade, podobna sosednjim deželam s posebnim statutom. Datum glasovanja, izbran skupaj z Lombardijo, kjer je potekal podoben posvet, je bil simbolično 22. oktober 2017, natanko na dan 151. obletnice glasovanja 21. in 22. oktobra 1866, tudi zato, da bi »odgovorili« na zgodovinski plebiscit.

## Formalna razveljavitev aneksijske uredbe
Decembra 2010 je Roberto Calderoli, tedanji minister za poenostavitev predpisov v četrti Berlusconijevi vladi, napovedal odobritev tako imenovanega »odloka o ukinitvi zakona«, s katerim naj bi izločili na tisoče zakonov, ki so veljali za neuporabne ali zastarele. Med razveljavljenimi predpisi je bil tudi kraljevi odlok z dne 4. novembra 1866, št. 3300, poleg sorodnega zakona o konverziji z dne 18. julija 1867, št. 3841, ki je odredil priključitev Benečije Kraljevini Italiji.
V resnici je šlo za čisto formalno razveljavitev, saj republiška ustava po eni strani sankcionira nedeljivost Italije, po drugi pa Benečijo uvršča med italijanske dežele. Čeprav nekateri novinarski viri poročajo o domnevno naknadnem korektivnem odloku, je bil kraljevi odlok št. 3300 iz leta 1866 uradno razveljavljen.

## Filmografija
- Smisel (Senso), režija Luchino Visconti (1954) po kratki zgodbi Arriga Boita
- Stekleni lev (Il leone di vetro), režija Salvatore Chiosi (Italija, 2014)

## Drugi projekti
- Predstavnosti o temi beneški plebiscit v Wikimedijini zbirki